# Politikens filmjournal 059
|  | Denne artikel er oprettet af botten Steenthbot ud fra en ekstern database. Den kan derfor have sproglige fejl eller mangler. Denne skabelon kan fjernes efter kontrol af indholdet. |

Politikens filmjournal 059 er en dansk dokumentarisk optagelse fra 1950.

## Handling
1) England: Prins Charles og prinsesse Anne med deres mor til Skotland.

2) USA: Ralph Bunche får Nobelfredsprisen for sit arbejde med fredsslutningen i Palæstina.

3) Kæmpetransformer køres gennem Københavns gader. Transporten foregår på en blokvogn fra Schweiz med 60 hjul. Den 12 km lange tur fra Ørstedsværket til Glentegården på Buddingevej syd for Lyngby tog 7 timer.

4) USA: Joe Louis taber sværvægtskamp i boksning.

5) Marshallplanens administrator, Paul Hoffman, holder møde i København. Pressekonference afholdes på d'Angleterre.

6) Sverige: Naturkatastrofe i Surte 14 km nord for Göteborg efter lerskred pga. vedvarende regn. 40 huse er skadet. Veje og jernbanespor er ødelagte

7) Winston Churchill besøger København den 10. oktober 1950. Han modtages i Kastrup af Prins Knud. Køretur gennem Københavns gader i åben bil. Churchill står på bagsædet og modtager folkets hyldest med den karakteristiske cigar og v-tegnet. Modtagelse på Rådhuset. 150 frihedskæmpere fra hele landet danner spalier i Rådhushallen. Krokonen fra Jylland, Fru Gudrun Fiil, Hvidsten, overrækker en buket blomster. Herefter hilser han på medlemmer af Frihedsrådet. På Rådhusets balkon får Churchill overrakt frihedskæmperarmbindet af Frode Jakobsen. Churchill holder takketale.
Samme optagelser indgår også i Politikens filmjournal 060. 